# Banyon
Banyon es una serie de televisión estadounidense emitida en NBC durante la temporada de 1972-1973.
Banyon era un drama de detectives ambientado en Los Ángeles de fines de la década de 1930. Giraba alrededor de la vida de un investigador privado llamado Miles Banyon (Robert Forster), un duro pero honesto detective que básicamente cogía cualquier caso por 20 dólares por día. En el mismo edificio en el que se encontraba la oficina de Banyon se encontraba la escuela de secretarias de Peggy Revere (Joan Blondell). Gracias a un acuerdo entre Banyon y Revere, parte del entrenamiento de las jovencitas consistía en trabajar como secretaria para Banyon; esto le daba la ventaja de no tener que pagarle un salario a una secretaria, pero en desventaja nunca conseguía tenerla el suficiente tiempo como para conocerle y entrar en confianza con ella. Además de Revere, el otro personaje femenino de la serie era la novia de Banyon, Abby Graham (Julie Gregg), una cantante que constantemente trataba de hacer que él "sentara cabeza" y se casara con ella. La conexión de Banyon con la policía era el Teniente Pete McNeil (Richard Jaeckel).  
Banyon no fue bien recibida por el público y fue cancelada durante la mitad de su primera temporada.
- Datos: Q3706126